# Chrysosoma duplociliatum
Chrysosoma duplociliatum är en tvåvingeart som beskrevs av Octave Parent 1933. Chrysosoma duplociliatum ingår i släktet Chrysosoma och familjen styltflugor. Inga underarter finns listade i Catalogue of Life.